# Aeroporto di Tagbilaran
L'aeroporto di San Jose (tagallo: Paliparan ng Tagbilaran) (IATA: TAG, ICAO: RPVT), definito come principale di classe 1 dalla autorità dell'aviazione civile filippina CAAP, è un aeroporto filippino situato nella parte sud-occidentale dell'isola di Bohol, nella provincia di Bohol, nel territorio della città di Tagbilaran. La struttura è dotata di una pista di cemento lunga 1779 m, l'altitudine è di 12 m, l'orientamento della pista è RWY 01-06. L'aeroporto è aperto al traffico commerciale domestico.